# Japanse lange schar
De Japanse lange schar (Hippoglossoides elassodon) is een straalvinnige vis uit de familie van schollen (Pleuronectidae) en behoort derhalve tot de orde van platvissen (Pleuronectiformes).  

## Kenmerken
De Japanse lange schar is een platvis met een ovaalvormig lichaam. Het bovenoppervlak is donker van kleur, olijfbruin tot roodachtig grijsbruin en kan donkere vlekken hebben; de onderkant is wit met doorschijnende delen. De rug- en anaalvinnen hebben ook donkere vlekken. De zijlijn buigt iets rond de borstvin. De bovenkaak is smal in het midden en heeft één rij tanden. De vis kan een lengte bereiken van 50 cm en kan tot 1,56 kg wegen; de vrouwtjes zijn meestal groter dan mannetjes. De levensverwachting is minimaal 27 jaar voor de vrouwtjes en minimaal 30 jaar voor mannetjes.

## Leefomgeving
De Japanse lange schar is een zoutwatervis die leeft op zachte, slibrijke of modderige bodems. De vis prefereert een gematigd klimaat en leeft hoofdzakelijk in de noordelijke Grote Oceaan, van de zeeën van Japan en Ochotsk, over de Beringzee en naar de kust van Noord-Amerika, zo ver naar het zuiden als Point Reyes in de Verenigde Staten. De diepteverspreiding is 0 tot 1050 meter onder het wateroppervlak. 

## Relatie tot de mens
Hippoglossoides elassodon is voor de visserij van aanzienlijk commercieel belang. In de hengelsport wordt er weinig op de vis gejaagd. 